# Рита Леви-Монталчини
Рита Леви-Монталкини (Торино, 22. април 1909 – Рим, 30. децембар 2012) је италијанска нобеловка позната по свом раду у неуробиологији. Нобелову награду је добила 1986. године за области физиологиja или медицина, заједно са колегом Стенлијем Кохеном, за проналазак фактора раста нервних ћелија. Од 2001. године до своје смрти била је у Италијанском сенату са титулом доживотне Сенаторке. Ова титула је била награда за њен допринос науци.
Дана 22. априла 2009. године је постала прва нобеловка која је достигла 100 година живота. У њену част је приређена прослава у Римској градској управи. Умрла је као најстарија добитница нобелове награде.

## Ранији живот и образовање
Рита је рођена 22. априла 1909. године у Торину у јеврејској породици. Она и њена сестра близнакиња, Паола, су биле најмлађе од четворо деце. Њихови родитељи су били Адел Монталчини, сликарка, и Адамо Левим, електрични инжењер и математичар. Њена породица се преселила из Астије и Касале Монферато у Торино почетком 20. века. Као тинејџерка, хтела је да буде списатељица. Дивила се Шведској списатељици Селми Лангерлоф. Трауматично искуство које је доживела када је присуствовала умирању породичног пријатеља услед рака стомака, преусмерило је њену каријеру ка медицини. По упису на медицински факултет у Торину, њен отац се доста противио њеној одлуци сматрајући да ће јој та одлука уништити шансу да се добро уда. При крају студија, њен отац ју је ипак подржао.
Ђузепе Леви, неуролог на факултету, препознао је њен таленат и интересовање за нервни систем. После матурирања Рита је остала на факултету као Ђузепеова асистенткиња. Нажалост, нацистички закон јој је окончао академску каријеру, с обзиром да је забрањивао академске каријере Јеврејима.

## Каријера и истраживање
Изгубила је позицију асистента на одсеку за анатомију након што је донесен закон из 1938. којим се Јеврејима забрањује да раде на универзитетима. Током Другог светског рата поставила је лабораторију у својој спаваћој соби у Торину и проучавала раст нервних влакана у пилећим ембрионима, откривши да нервне ћелије умиру када им недостају мете, и поставила основу за већи део њених каснијих истраживања. Описала је ово искуство деценијама касније у научном документарном филму Death by Design/The Life and Times of Life and Times (1997). У филму се појављује и њена братска сестра близнакиња Паола, која је постала цењена уметница најпознатија по својим алуминијумским скулптурама дизајнираним да унесу светлост у собе због рефлектујуће беле површине.
Када су Немци напали Италију у септембру 1943. године, њена породица је побегла на југ у Фиренцу, где је преживела Холокауст, кријући се под лажним идентитетом, заштићена је од стране неких нејеврејских пријатеља. Током нацистичке окупације, Леви-Монталчини је била у контакту са партизанима Акционе партије. Након ослобођења Фиренце у августу 1944. године, добровољно је предала своје медицинске вештине за савезничку здравствену службу. Њена породица се вратила у Торино 1945. године.
Септембра 1946, Леви-Монталчини је добила једносеместралну истраживачку стипендију у лабораторији професора Виктора Хамбургера на Универзитету Вашингтон у Сент Луису; занимала су га два од чланака које је Леви-Монталчини објавила у страним научним часописима. Након што је дуплирала резултате својих кућних лабораторијских експеримената, Хамбургер јој је понудио радно место истраживачког сарадника, које је обављала 30 година. Тамо је 1952. године обавила свој најважнији посао: изоловање фактора раста нерава (NGF) из посматрања одређених канцерогених ткива која изазивају изузетно брз раст нервних ћелија. Преносећи комадиће тумора на пилеће ембрионе, Монталчини је успоставио масу ћелија која је била пуна нервних влакана. Откриће нерава који расту свуда као ореол око туморских ћелија било је изненађујуће. Када га је описивао, Монталчини је рекла да је то: „као поточићи воде који непрестано теку преко слоја камења“. Раст нерва који је произвео тумор био је другачији од било чега што је раније видела – нерви су преузели области које су постале друга ткива и чак су ушле у вене у ембриону. Али нерви нису урасли у артерије, које би текле из ембриона назад у тумор. Ово је сугерисало Монталчинијевој да сам тумор ослобађа супстанцу која стимулише раст нерава.
У звање редовног професора унапређена је 1958. године. Године 1962. основала је другу лабораторију у Риму и поделила свој рад и живот између Рима и Сент Луиса. Године 1963. постала је прва жена која је добила награду Макс Вајнштајн (коју јој додељује Уједињено удружење за церебралну парализу) због њеног значајног доприноса у неуролошким истраживањима.
Од 1961. до 1969. године руководила је Истраживачким центром за неуробиологију ЦНР (Рим), а од 1969. до 1978. Лабораторијом за ћелијску биологију. Након што је пензионисана 1977. године, именована је за директора Института за биологију ћелије италијанског Националног савета за истраживање у Риму. Касније се повукла са те позиције 1979. године, али је наставила да ради као гостујући професор.
Леви-Монталчини је основала Европски институт за истраживање мозга 2002. године, а затим је био његов председник. Њена улога у овом институту била је у средишту неких критика делова научне заједнице током 2010. године
Покренуте су контроверзе око сарадње Леви-Монталчини са италијанским фармацеутским концерн Фидиа. Док је радила за Фидију, побољшала је разумевање ганглиозида . Почевши од 1975. године, подржавала је лек Cronassial (посебна мешавина ганглиозида) који је Фидиа производила из ткива говеђег мозга. Независне студије су показале да лек заправо може бити успешан у лечењу планираних болести (периферне неуропатије). Годинама касније, неки пацијенти који су били на терапији Cronassial-ом пријавили су тешки неуролошки синдром (Гилен-Бареов синдром). Из предострожности, Немачка је забранила овај лек 1983. године, а затим и друге земље. Италија га је забранила лек тек 1993. године; Истовремено, истрага је открила да је Фидиа платила италијанском министарству здравља за брзо одобрење лека и касније платила за интензивну употребу лека у лечењу болести за које није тестиран. Веза Рите Леви-Монталчини са компанијом откривена је током истраге, а она је јавно критикована.
Деведесетих је била један од првих научника који је указао на значај мастоцита у људској патологији. У истом периоду (1993) идентификовала је ендогено једињење палмитоилетаноламид као важан модулатор ове ћелије. Разумевање овог механизма покренуло је нову еру истраживања овог једињења што је довело до више открића у вези са његовим механизмима и предностима, далеко бољег разумевања ендоканабиноидног система и нових формулација производа липозомалног палмитоилетаноламида дизајнираних посебно за побољшану апсорпцију и биодоступност.
Леви-Монталчини је заједно са Стенлијем Коеном добила Нобелову награду 1986. године у категорији физиологије или медицине. Њих двоје су добили Нобелову награду за истраживање фактора раста нерава (NGF), протеина који узрокује раст ћелија услед стимулисаног нервног ткива.

## Политичка каријера
Првог августа 2001. именована је за доживотног сенатора од стране председника Италије Карла Азељоа Чампија.
28-29. априла 2006, Леви-Монталчини, стара 97 година, присуствовала је отварању скупштине новоизабраног Сената, на којој је изабран председник Сената. Она је изјавила да преферира кандидата левог центра Франка Маринија. Због подршке влади Романа Продија, често су је критиковали неки десничарски сенатори, који су је оптуживали да је спасла владу када је владина већина у Сенату била угрожена. Њеној старости се ругао политичар крајње деснице Франческо Сторасе.

## Лични живот
Њен отац, Адамо Леви, био је инжењер електротехнике и математичар, а мајка, Адел Монталчини, била је сликарка. Јеврејски корени породице сежу до Римског царства; због строгог и традиционалног порекла породице, Адамо није подржавао идеју да жене похађају колеџ јер би то утицало на њихову способност да брину о деци и кући.
Она је имала старијег брата Ђина, који је преминуо након срчаног удара 1974. Био је један од најпознатијих савремених италијанских архитеката и професор на Универзитету у Торину . Имала је две сестре: Ану, пет година старију од Рите, и Паолу, њену сестру близнакињу, популарну уметницу која је умрла 29. септембра 2000, у 91. години.
Године 2003. поднела је тужбу за клевету против политичара и комичара Бепеа Грила. Током једне емисије, Грило је тада 94-годишњу жену назвао старом курвом.
Никада се није удавала и није имала деце. У интервјуу из 2006. рекла је: "Никада нисам имала оклевања или кајања у том смислу... Мој живот је обогаћен одличним људским односима, послом и интересовањима. Никада се нисам осећала усамљено." Умрла је у свом дому у Риму 30. децембра 2012. у 103. години.
Након њене смрти, градоначелник Рима Ђовани Алемано изјавио је да је то велики губитак „за цело човечанство“. Похвалио ју је као некога ко представља „грађанску савест, културу и истраживачки дух нашег времена”. Италијанска астрофизичарка Маргерита Хак рекла је: „Она је заиста неко коме се треба дивити“. Италијански премијер Марио Монти одао је признање њеном „харизматичном и упорном“ карактеру и њеном доживотном настојању да "одбрани битке у које је веровала". Портпарол Ватикана Федерико Ломбарди похвалио је грађанске и моралне напоре Леви-Монталчинијеве, рекавши да је она „инспиративни“ пример за Италију и свет.
Према речима бившег председника Великог Оријента Италије, била је позвана и учествовала у многим културним догађајима које је организовала главна италијанска масонска организација.

## Дела
- Origine ed Evoluzione del nucleo accessorio del Nervo abducente nell'embrione di pollo, Рим, Tip. Cuggiani, 1942.
- Il messaggio nervoso, con Pietro Angeletti e Giuseppe Moruzzi, Милано, Rizzoli, 1975.
- New developments in neurobiological research, in "Commentarii", vol. III, n. 15, Pontificia Academia Scientiarum, 1976.
- Elogio dell'imperfezione, Милано, Garzanti, 1987.  88-11-59390-5.
- NGF. Apertura di una nuova frontiera nella neurobiologia, Рим-Наполи, Theoria, 1989.  88-241-0162-3.
- Sclerosi multipla in Italia. Aspetti e problemi, con Mario Alberto Battaglia, Ђенова, AISM, 1989.  88-7148-001-5.
- Presentazione di Max Perutz, È necessaria la scienza?, Милано, Garzanti, 1989.  88-11-59415-4.
- Prefazione a Carlo Levi, Poesie inedite. 1934-1946, Рим, Mancosu, 1990.
- Prefazione a Gianni Bonadonna, Donne in medicina, Милано, Rizzoli, 1991.  88-17-84077-7.
- Presentazione di Gilberto Salmoni, Memoria: un telaio infinito Dialogo su un mondo tutto da scoprire, Ђенова, Costa & Nolan, 1993.
- Prefazione a Giacomo Scotti (a cura di), Non si trova cioccolata. Lettere di bambini jugoslavi nell'orrore della guerra, Наполи, Pironti, 1993.  88-7937-095-2.
- Reti. Scienza, cultura, economia, con Guido Cimino e Lauro Galzigna, Ancona, Transeuropa, 1993.  88-7828-101-8.
- Vito Volterra. Il suo percorso, in Scienza, tecnologia e istituzioni in Europa. Vito Volterra e l'origine del CNR, Рим-Bari, Laterza, 1993.  88-420-4147-5.
- Il tuo futuro, Милано, Garzanti, 1993.  88-11-73837-7.
- Per i settanta anni della Enciclopedia italiana, 1925-1995, in 1925-1995: la Treccani compie 70 anni. Mostra storico-documentaria, Рим, Treccani, Istituto della Enciclopedia italiana, 1995.
- Prefazione a American Medical Association, L'uso degli animali nella ricerca scientifica. Libro bianco, Bologna, Esculapio, 1995.
- Senz'olio contro vento, Милано, Baldini & Castoldi, 1996.  88-8089-198-7.
- L'asso nella manica a brandelli, Милано, Baldini & Castoldi, 1998.  88-8089-429-3.
- La galassia mente, Милано, Baldini & Castoldi, 1999.  88-8089-636-9.
- Presentazione di Nicola Canal, Angelo Ghezzi e Mauro Zaffaroni, Sclerosi multipla. Attualità e prospettive, Милано, Masson, 1999.  88-214-2467-7.
- Intervista in Serena Zoli, Storie di ordinaria resurrezione (e non). Fuori dalla depressione e altri mali oscuri, Милано, Rizzoli, 1999.  88-17-86072-7.
- L'Università delle tre culture. Conferenza della professoressa Rita Levi-Montalcini, Sondrio, Banca Popolare di Sondrio, 1999.
- Cantico di una vita, Милано, Cortina, 2000.  88-7078-666-8.
- Un universo inquieto. Vita e opere di Paola Levi Montalcini, Милано, Baldini & Castoldi, 2001.  88-8490-111-1.
- Tempo di mutamenti, Милано, Baldini & Castoldi, 2002.  88-8490-140-5.
- Tempo di azione, Милано, Baldini Castoldi Dalai, 2004.  88-8490-429-3.
- Abbi il coraggio di conoscere, Милано, Rizzoli, 2004.  88-17-00199-6.
- Lungo le vie della conoscenza. Un viaggio per sentieri inesplorati con Rita Levi-Montalcini, con Giuseppina Tripodi, Brescia, Serra Tarantola, 2005.  88-88507-56-6.
- Eva era africana, Рим, Gallucci, 2005.  88-88716-35-1.
- I nuovi magellani nell'er@ digitale, con Giuseppina Tripodi, Милано, Rizzoli, 2006.  88-17-00823-0.
- Tempo di revisione, con Giuseppina Tripodi, Милано, Baldini Castoldi Dalai, 2006.  88-8490-983-X.
- La vita intellettuale, in La vita intellettuale. Professioni, arti, impresa in Italia e nel pianeta. Atti del forum internazionale, 13 e 14 febbraio 2007, Bologna, Salone del podesta di Palazzo Re Enzo, Piazza del Nettuno, Bologna, Proctor, 2007.  978-88-95499-00-0.
- Rita Levi-Montalcini con Giuseppina Tripodi racconta la scuola ai ragazzi, Милано, Fabbri, 2007.  978-88-451-4308-3.
- Le tue antenate. Donne pioniere nella società e nella scienza dall'antichità ai giorni nostri, con Giuseppina Tripodi, Рим, Gallucci, 2008.  978-88-6145-033-2.
- La clessidra della vita di Rita Levi-Montalcini, con Giuseppina Tripodi, Милано, Baldini Castoldi Dalai, 2008.  978-88-6073-444-0.
- Ritmi d'arte, Serra Tarantola, 2008  88-95839-05-6
- Cronologia di una scoperta, Милано, Baldini Castoldi Dalai, 2009.  978-88-6073-557-7.
- L'altra parte del mondo, con Giuseppina Tripodi, Милано, Rizzoli, 2009.  978-88-17-01529-5.